# Sinagoga Ari
La Sinagoga Ari (en hebreu: בית הכנסת הארי) es troba en el carrer Or HaChaim del barri armeni de la ciutat vella de Jerusalem en el país de Palestina. Es troba en la planta baixa d'un edifici que també acull la sinagoga Or HaChaim i un museu. El temple porta el nom del rabí Isaac Luria, (1534-1572), que era conegut com l'Ari (en hebreu: אֲרִי: "El Lleó") un acrònim que significa (el diví, el nostre mestre, Isaac). L'Ari va ser un gran cabalista, que va fundar una nova escola de pensament cabalístic, coneguda com el "sistema del Ari o la càbala luriànica. Segons la tradició, va ser en aquest edifici on va néixer el rabí Isaac Luria i on va viure durant 20 anys.